# Ping-o-tronic
Il Ping-o-tronic (stilizzato Ping·o·tronic) è una console per videogiochi di prima generazione prodotta dalla Zanussi e uscita con il marchio Sèleco nel tardo 1974. Nella modalità di gioco è simile a Pong. Fu la prima console di produzione italiana. A dicembre 1974 era in vendita a 49.000 lire.
Il 21 aprile 1975 Zanussi ottenne la licenza per implementare il gioco di Pong da Sanders Associates.

## Caratteristiche
Si presenta in un contenitore plastico arancione e bianco dotato di un alloggiamento per i due paddle, che sono bianchi e dotati di un pulsante. La logica di controllo è basata su tre chip 7400. I giochi utilizzabili sono soltanto tre, simili fra loro: Pong a due giocatori, lo squash in giocatore singolo e una modalità dimostrativa dove la console gioca contro sé stessa.
Di questa console esistono numerose versioni, contrassegnate dalle sigle PP-1 fino a PP-10. Nella maggior parte di queste versioni, non si hanno significative differenze per l'utente finale; sono modifiche o miglioramenti tecnici a livello implementativo. A partire dalla PP-5 invece si ha un nuovo slot a cui si può collegare un fucile elettronico che permette di giocare a un nuovo gioco di mira. Tale accessorio si chiama Gun-o-tronic (stilizzato Gun·o·tronic) ed è modellato sul Winchester.
È una delle poche console realizzate a componenti discreti che permettesse di giocare a un gioco di mira; le sole altre console conosciute erano Magnavox Odyssey e Philips Tele-Spiel ES-2201.

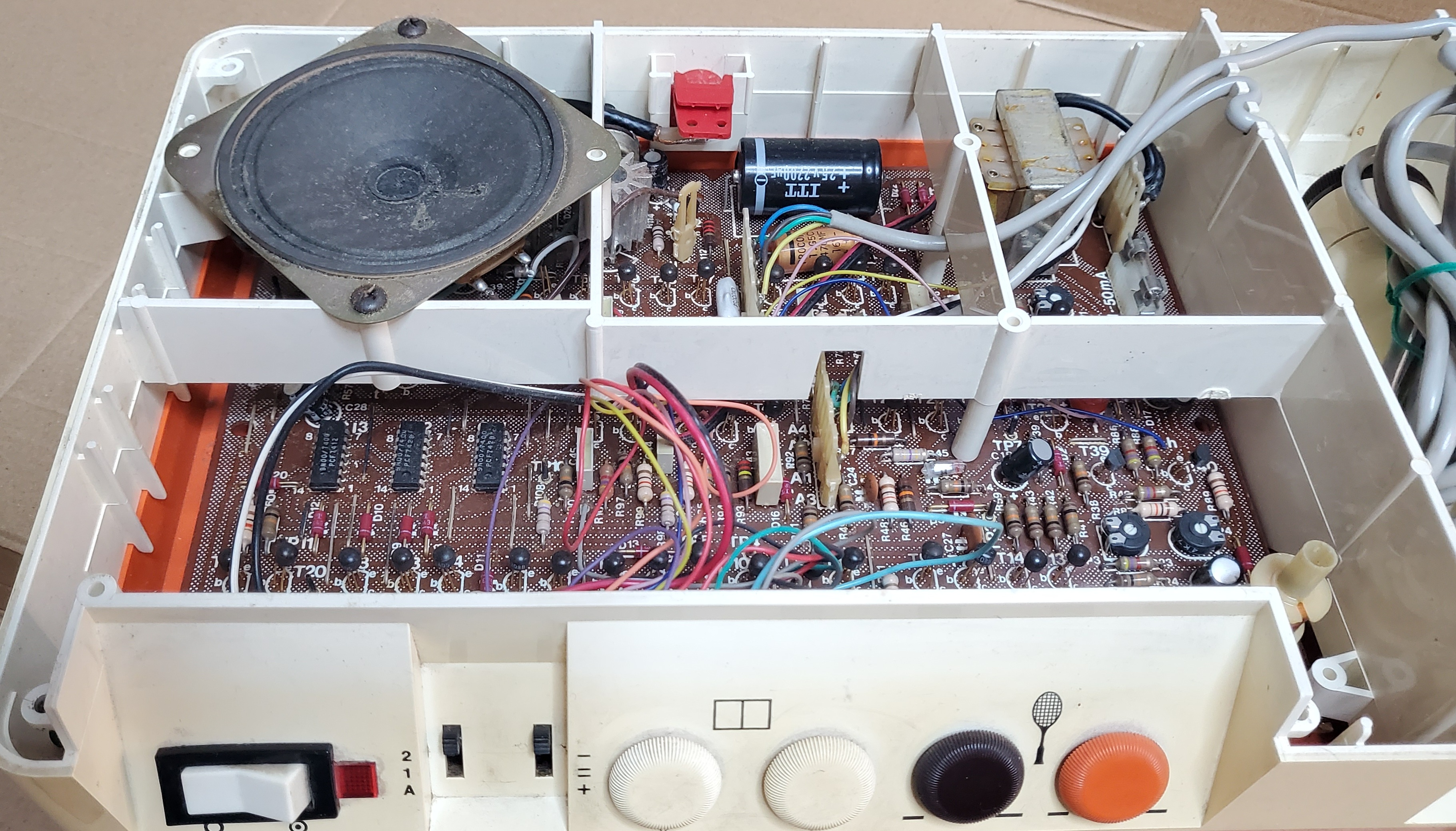
Ping-o-tronic, vista dell'interno: componenti discreti e 3 chip 7400

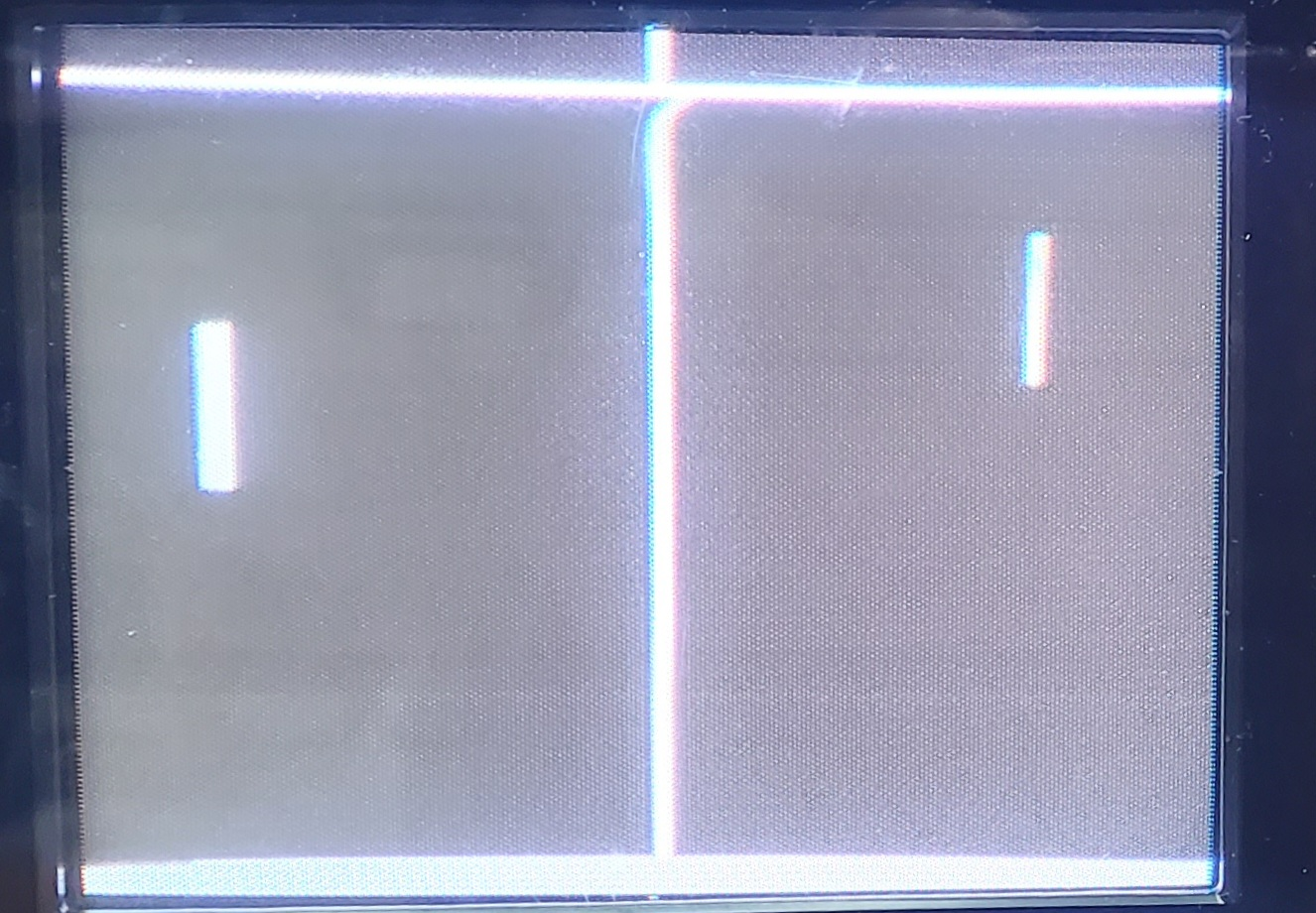
Ping-o-tronic: schermata di gioco (malfunzionante)

## Play-o-tronic

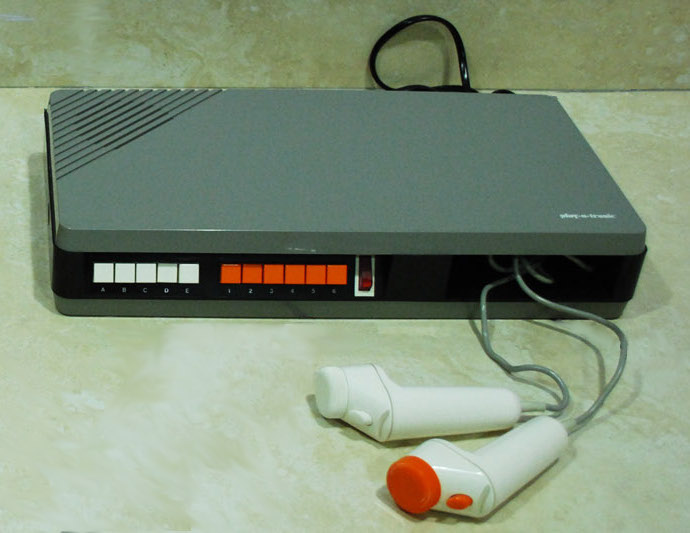
Play-o-tronic

Nel 1977 Zanussi produsse e vendette un nuovo modello di console simil-Pong che prende il nome di Play-o-tronic, che fu stilizzato Play·o·tronic. Diversamente dalla precedente console (costruita con componenti discreti), questa era costruita a partire dal singolo chip AY-3-8500 della General Instrument. 
Il corpo della console è grigio chiaro nella parte superiore e inferiore mentre le rimanenti parti sono nere. Come la precedente è dotata di un alloggiamento per i due paddle rimovibili bianchi, identici a quelli del precedente modello.
La console permette di giocare ai sei giochi presenti sul chip premendo uno dei sei tasti arancioni contrassegnati da uno a sei. I sei giochi sono:
- Tennis/Ping-pong, il classico Pong;
- Foot-ball, una variante di Pong con due racchette che si muovono in parallelo, corrispondenti a un attaccante e un portiere;
- Squash, due giocatori ribattono a turno la palla lanciata a velocità crescente contro il muro;
- Pelota, un giocatore singolo ribatte la palla contro il muro;
- Tiro a segno (richiede il Gun-o-tronic), con il fucile ottico si cerca di colpire un bersaglio che si muove casualmente;
- Tiro al piattello (richiede il Gun-o-tronic), con bersaglio fatto partire automaticamente o con comando manuale.

Zanussi ha riportato di aver venduto 21.514 unità nei mesi di ottobre, novembre e dicembre dello stesso anno per un totale di 620.408.000 lire, di cui il 5,5% andarono in diritti a Sanders Associates (34.122.440 lire).
La console è stata anche venduta per corrispondenza in Germania dall'azienda tedesca Quelle, che la rimarchiò con il nome UNIVERSUM TV Multi-Spiel.

## Concorrenza
Oltre al suddetto duo, furono presenti all'epoca anche altre console simil-Pong di produzione originale italiana, tra cui: il LEM 2000 (della Cabel Electronic), il RE.EL. Giochi TV (della Re-El, Reggiana Elettronica), il Tele-Partner (della Giochi Televisivi), e la Polistil Video Games (della Polistil).